# Dägerlen
Dägerlen é uma comuna da Suíça, no Cantão Zurique, com cerca de 918 habitantes. Estende-se por uma área de 7,90 km², de densidade populacional de 116 hab/km². Confina com as seguintes comunas: Adlikon, Dinhard, Henggart, Hettlingen, Humlikon, Seuzach, Thalheim an der Thur.
A língua oficial nesta comuna é o Alemão.